# Тизотумаб-ведотин
Тизотумаб-ведотин (лат. tisotumab vedotin) — конъюгат антитело-препарат для лечения рака шейки матки.
В 2021 году препарат одобрен в ускоренном порядке для применения в США.

## Описание
Тизотумаб-ведотин разработан Genmab A/S и Seagen Inc. Препарат прошёл первые два этапа клинических испытаний к 2019 году
После анализа результатов клинического исследования II фазы innova TV 204 американский фармацевтический регулятор FDA одобрил использование тизотумаб-ведотина (выпускаемого под торговой маркой TIVDAK) в ускоренном порядке для лечения пациенток с метастатическим раком шейки матки, не реагирующим на стандартную химиотерапию. Это позволяет использовать лекарство для лечения безнадёжных до сих пор больных. После проведения полноценных клинических испытаний FDA примет окончательное решение о регистрации (допуске) препарата.
Ведутся исследования эффективности препарата для лечения разных онкологических заболеваний.
Молекула тизотумаб-ведотина представляет собой конъюгат — соединение моноклонального антитела к белку «тканевой фактор» (англ. TF) и цитотоксического вещества монометилауристатин Е. составные части молекулы соединены таким образом, что токсин безопасен для клеток (не работоспособен) до момента разрушения линкера между ним и антителом.
Способ применения препарата — внутривенное вливание.
Производитель установил розничную цену препарата в 5885 долларов США за флакон с разовой дозой 40 мг, что означает ориентировочную стоимость месячного курса лечения 34 тысячи долларов.

## Фармакологические свойства

### Механизм действия
Молекула тизотумаб-ведотина своей антительной частью проникает в клетку-мишень: антитело к белку «тканевой фактор» связывается с расположенным на поверхности клеток тканевым фактором и перемещается в эндосому. В эндосоме линкер разрушается, в результате монометилауристатин Е высвобождается из связанного состояния и начинает действовать — ингибирует полимеризацию тубулина в веретене деления. В результате блокируется переход клетки из фазы G2 в фазу M клеточного цикла, а остановка клеточного цикла на этом этапе вызывает апоптоз клетки. Поскольку рецепторы с тканевым фактором присутствует в большом количестве на поверхности мембраны большинства опухолевых клеток, но не здоровых, опухолевые клетки погибают под действием препарата.

## Эффективность и безопасность
Предварительно, по результатам клинического исследования II фазы, в котором изучалась эффективность и безопасность тизотумаб-ведотина у пациенток с метастатическим раком шейки матки, тизотумаб-ведотин имеет клинически значимую эффективность и приемлемый и управляемый профиль токсичности. Окончательные выводы о безопасности и эффективности препарата будут доступны после проведения всех клинических испытаний.
Препарат имеет побочные эффекты, самые серьёзные их которых достаточно легко минимизируются.

## Побочные действия
При приёме тизотумаб-ведотина встречались носовые кровотечения, беспричинная слабость, тошнота и проблемы со зрением. Также наблюдается типичное побочное действие противоопухолевых препаратов — алопеция.

## Показания
Тизотумаб-ведотин показан при рецидивирующем или метастатическом раке шейки матки с прогрессированием заболевания на фоне химиотерапии.